# Переріз Дедекінда

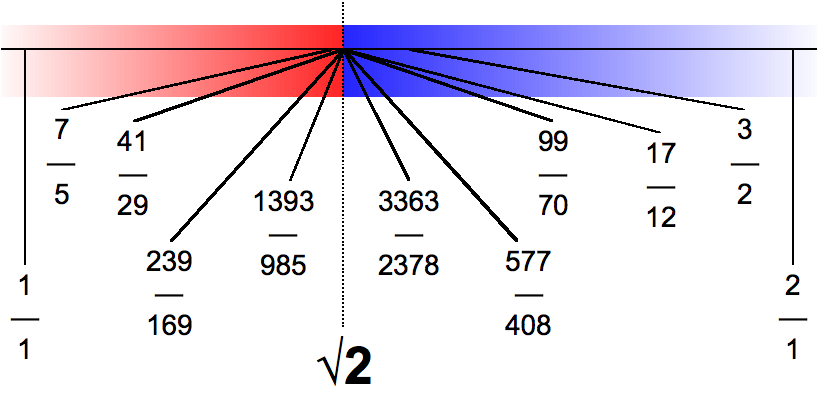

Переріз Дедекінда — це конструкція з математичного аналізу, запропонована Ріхардом Дедекіндом, за допомогою якої надається математично строге визначення дійсних чисел.

## Визначення
Переріз Дедекінда — це розбиття множини усіх раціональних чисел {\displaystyle \mathbb {Q} } на дві непорожні підмножини A та B із властивостями, що A не має найбільшого елемента і
будь-яке число з множини A менше від будь-кого числа з множини B. Множина A називається нижнім класом перерізу, а множина B — верхнім класом перерізу.
Будь-яке раціональне число x призводить до переріза Дедекінда, у якому
{\displaystyle A=\{a\in \mathbb {Q} :a<x\},\quad B=\{b\in \mathbb {Q} :b\geq x\}.}
Оскільки множина B повністю визначена множиною A, а саме, B = Q\A, визначення переріза Дедекінда часто надається в термінах нижнього класу. Таким чином, переріз Дедекінда — це множина A раціональних чисел із властивостями:
- A непорожня, {\displaystyle A\neq \emptyset ;}
- А не становить всю множину раціональних чисел, {\displaystyle A\neq \mathbb {Q} ;}
- А замкнута знизу, тобто якщо {\displaystyle a\in A} та {\displaystyle ~c<a,} то {\displaystyle c\in A;}
- А не має найбільшого елемента, тобто для будь-якого {\displaystyle a\in A} знайдеться {\displaystyle c\in A,c>a.}

Перерізи Дедекінда утворюють множину R, на якій можуть бути визначені операції додавання та множення, а також поняття порядку. Таким чином множина R перетворюється на упорядковане поле дійсних чисел. Якщо у верхньому класі є найменше число, то такий переріз відповідає раціональному числу, у супротивному випадку — ірраціональному числу. 

## Приклади
Дійсному числу {\displaystyle {\sqrt {2}}} відповідає наступний дедекіндовий переріз: {\displaystyle A=\{a\in \mathbb {Q} :a\leqslant 0\lor a^{2}<2\}} та {\displaystyle B=\{b\in \mathbb {Q} :b>0\land b^{2}\geqslant 2\}\,}.
Інтуїтивно можна представити, що для визначення {\displaystyle {\sqrt {2}}}, ми розділили множину раціональних чисел на дві частини: всі числа, що лівіше {\displaystyle {\sqrt {2}}}, та всі числа, що правіше {\displaystyle {\sqrt {2}}}; тобто, {\displaystyle {\sqrt {2}}} є точною нижньою гранню множини {\displaystyle ~B.}